# Coleophora cinerea
Coleophora cinerea é uma espécie de mariposa do gênero Coleophora pertencente à família Coleophoridae.